# 卡贊卡
47°50′17″N 32°49′34″E / 47.83806°N 32.82611°E

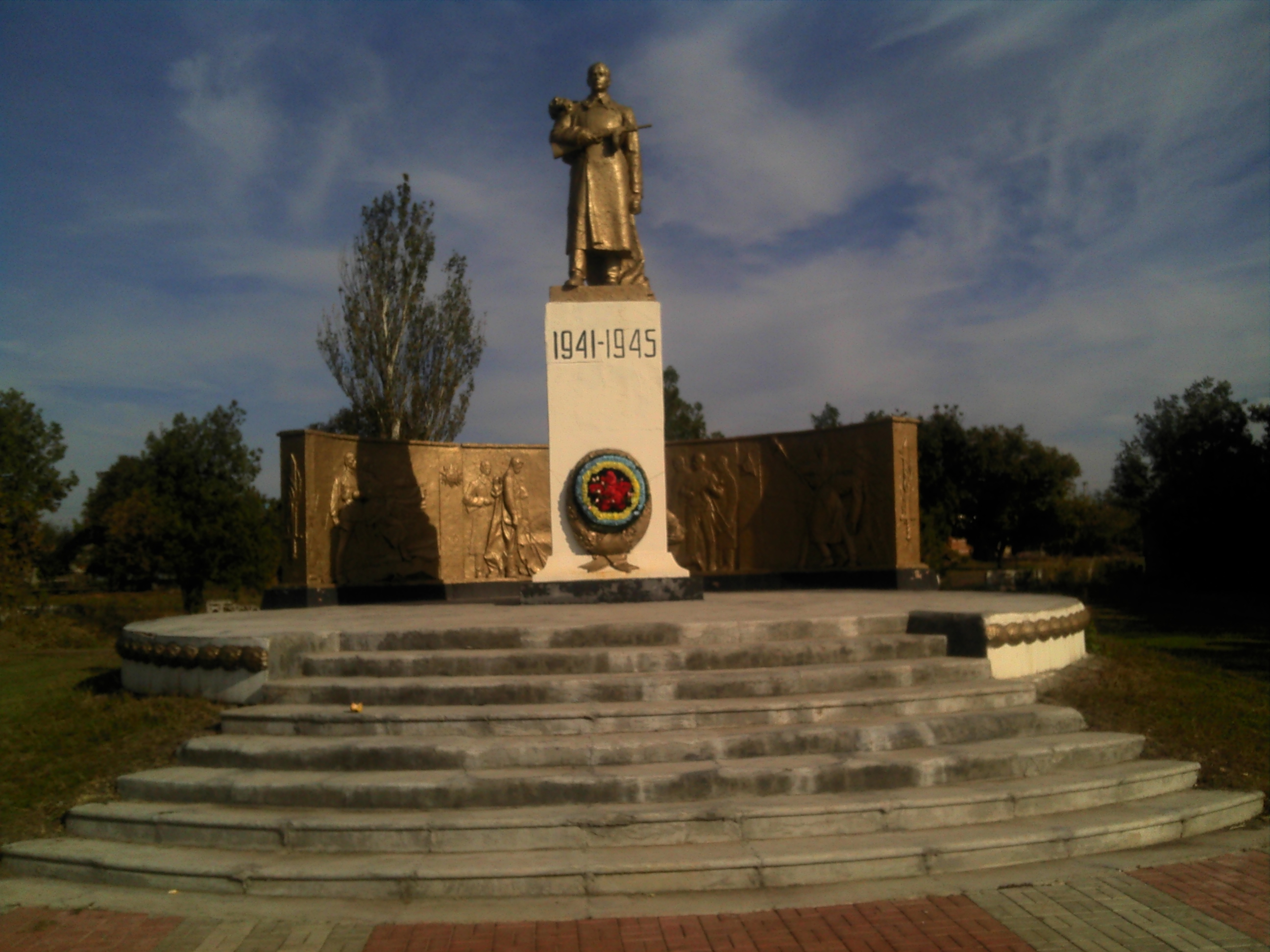
苏联烈士纪念碑

卡贊卡，是烏克蘭南部尼古拉耶夫州巴什坦卡區卡赞卡市镇内的市級鎮及其行政中心。曾是原卡贊卡區的区府。始建於1800年，面積13平方公里，2011年人口7,343，人口密度每平方公里564.8人。